# Marathon van Nagoya 1996
De marathon van Nagoya 1996 werd gelopen op zondag 10 maart 1996. Het was de 17e editie van de marathon van Nagoya. Alleen vrouwelijke elitelopers mochten aan de wedstrijd deelnemen. De Japanse Izumi Maki kwam als eerste over de streep in 2:27.32.

## Uitslagen
| rang   | naam                  | land | tijd    |
| ------ | --------------------- | ---- | ------- |
| Goud   | Izumi Maki            | JPN  | 2:27.32 |
| Zilver | Sachiyo Seiyama       | JPN  | 2:27.41 |
| Brons  | Valentina Jegorova    | RUS  | 2:27.53 |
| 4      | Ramilja Boerangoelova | RUS  | 2:27.58 |
| 5      | Makiko Ito            | JPN  | 2:28.14 |
| 6      | Carmen de Oliveira    | BRA  | 2:29.34 |
| 7      | Naomi Yoshida         | JPN  | 2:29.48 |
| 8      | Lidia Şimon           | ROU  | 2:30.13 |
| 9      | Mitsuko Hirose        | JPN  | 2:30.27 |
| 10     | Mariko Yoshikawa      | JPN  | 2:31.16 |
| 11     | Emi Yamaoka           | JPN  | 2:31.58 |
| 12     | Toshiko Mori          | JPN  | 2:32.09 |
| 13     | Adriana Barbu         | ROU  | 2:33.00 |
| 14     | Eriko Asai            | JPN  | 2:33.02 |
| 15     | Aniela Nikiel         | POL  | 2:33.10 |
| 16     | Yukari Komatsu        | JPN  | 2:33.24 |
| 17     | Hiromi Sato           | JPN  | 2:33.31 |
| 18     | Shiki Sekiuchi        | JPN  | 2:33.48 |
| 19     | Kaoru Sugita          | JPN  | 2:34.09 |
| 20     | Yukako Goto           | JPN  | 2:34.12 |
| 21     | Yuka Terunuma         | JPN  | 2:34.36 |
| 22     | Hiromi Fujii          | JPN  | 2:34.57 |
| 23     | Mari Tanigawa         | JPN  | 2:35.36 |
| 24     | Masako Kusakaya       | JPN  | 2:36.29 |
| 25     | Miki Tanaka           | JPN  | 2:36.32 |

1984 ·
1985 ·
1986 ·
1987 ·
1988 ·
1989 ·
1990 ·
1991 ·
1992 ·
1993 ·
1994 ·
1995 ·
1996 ·
1997 ·
1998 ·
1999 ·
2000 ·
2001 ·
2002 ·
2003 ·
2004 ·
2005 ·
2006 ·
2007 ·
2008 ·
2009 ·
2010 ·
2011 ·
2012 ·
2013 ·
2014 ·
2015 ·
2016 ·
2017